# Margaret (Alabama)
Margaret is een plaats (town) in de Amerikaanse staat Alabama, en valt bestuurlijk gezien onder St. Clair County.

## Demografie
Bij de volkstelling in 2000 werd het aantal inwoners vastgesteld op 1169.
In 2006 is het aantal inwoners door het United States Census Bureau geschat op 1265, een stijging van 96 (8,2%).

## Geografie
Volgens het United States Census Bureau beslaat de plaats een oppervlakte van
24,1 km², geheel bestaande uit land.

## Plaatsen in de nabije omgeving
De onderstaande figuur toont de plaatsen in een straal van 16 km rond Margaret.